# ميخائيل ميرفي (لاعب كرة قدم أسترالية)
ميخائيل ميرفي (بالإنجليزية: Michael Murphy)‏ هو لاعب كرة قدم أسترالية أسترالي، ولد في 8 سبتمبر 1965.

## وصلات خارجية
- ميخائيل ميرفي على موقع AustralianFootball.com (الإنجليزية)
- ميخائيل ميرفي على موقع AFLtables.com (الإنجليزية)